# حميد مجيد موسى
حميد مجيد موسى أو أبو داود سكرتير اللجنة المركزية لـ الحزب الشيوعي العراقي أحد الكوادر الطلابية للحزب الشيوعي العراقي ترأس اللجنة المركزية للحزب الشيوعي العراقي منذ المؤتمر الخامس مؤتمر التجديد والديمقراطية عام 1993 والذي عقد في كردستان العراق واعتمد فيهِ مبدأ الديمقراطية كمبدأ أساس في الجسم والتنظيم الحزبي أعيد أنتخابه في المؤتمر السادس عام 1997 الذي عقد في كردستان العراق والسابع عام 2001 الذي عقد في كردستان العراق أيضا وفي المؤتمر الثامن 2007 الذي عقد في بغداد بعد سقوط العراق على يد القوات الأمريكية .